# Leen Verbeek
Leendert (Leen) Verbeek (Leiderdorp, 5 maart 1954) is een Nederlands politicus en bestuurder. Hij is lid van de PvdA.

## Opleiding en loopbaan
Verbeek bracht zijn jeugdjaren door in Eindhoven. Hij ging tot 1970 naar de mulo en van 1970 tot 1971 naar een highschool in Cedar Falls, Iowa in de Verenigde Staten. Daarna studeerde hij van 1971 tot 1975 cultureel werk aan de Jelburg in Baarn. Van 1975 tot 1980 was hij sociaal-cultureel jongerenwerker in het buurtwerk in Leiden. Van 1980 tot 1990 bekleedde hij diverse beleids- en managementfuncties bij de gemeente Utrecht, waaronder in de jeugdzorg en het jeugdwerk.

## Hogeschool Midden Nederland
Van 1979 tot 1986 was Verbeek bestuursvoorzitter van de Jelburg en van 1985 tot 1986 lid van de stuurgroep die de fusie begeleidde van de Jelburg in de Hogeschool Midden Nederland, die in 2005 is opgegaan in de Hogeschool van Utrecht. Van 1986 tot 1998 was hij vicevoorzitter van de Hogeschool Midden Nederland.

## Gemeente Houten
In 1980 werd Verbeek politiek actief voor de PvdA als commissielid in Houten. Van 1989 tot 1996 was hij er gemeenteraadslid en van 1990 tot 1994 wethouder met in zijn portefeuille ruimtelijke ordening, Vinex-locaties, monumentenzorg, sociale zaken, economische zaken, milieu, verkeer en vervoer. Van 1994 tot 1996 was hij fractievoorzitter van de PvdA in Houten. Van 1994 tot 2003 was hij directeur-eigenaar van Verbeek Interim Management & Consultancy.

## Burgemeester
Verbeek was vanaf 2003 burgemeester van Purmerend. Verbeek stond samen met partijgenoot Rob van Gijzel kandidaat voor het burgemeesterschap van de gemeente Eindhoven. Op 23 januari 2008 werd daarover een referendum gehouden. Verbeek behaalde 31,5% van de stemmen en Van Gijzel 68,5%, maar omdat de vereiste opkomst van dertig procent niet werd gehaald was het referendum niet bindend en moest uiteindelijk de gemeenteraad de nieuwe burgemeester voordragen. In een anonieme stemming koos de raad voor Van Gijzel. Het was het laatste burgemeestersreferendum in Nederland.

## Commissaris van de Koning
Op 2 oktober 2008 werd Verbeek voorgedragen als de nieuwe commissaris van de Koningin in Flevoland, en vanaf 1 november dat jaar bekleedde hij die functie. In zijn portefeuille had hij: Voorzitter Provinciale Staten; Voorzitter Gedeputeerde Staten; Doyen van de Kring van commissarissen van de Koning; Rijksheertaken - waaronder Burgemeesterszaken, Aangelegenheden Koninklijk Huis, Koninklijke onderscheidingen en predicaten en Integriteit; Bemiddelingsverzoeken; Bezwaar en beroep; Openbare orde en Veiligheid - waaronder Ondermijning, Veiligheid / Crisisbeheersing en Veiligheidsregio Flevoland; Archiefinspectie. Verbeek heeft in november 2022 aangekondigd per 1 november 2023 te stoppen als commissaris van de Koning in Flevoland. Bij zijn afscheid op 31 oktober dat jaar werd hij benoemd tot Officier in de Orde van Oranje-Nassau. Op 1 november dat jaar werd Arjen Gerritsen commissaris van de Koningin in Flevoland.

## Persoonlijk
Verbeek is gescheiden en vader van drie kinderen.
- Parlement.com: vhy1ia32yfzw
- Virtual International Authority File: 8388161211640240070002